# Perfect Crime (アルバム)
『Perfect Crime』（パーフェクト・クライム）は、2001年7月4日に発売された倉木麻衣の2ndアルバム。

## 概要
- オリジナルアルバムとして、前作『delicious way』から約1年ぶりのリリースとなる。
- 倉木本人は、「前作『delicious way』が無我夢中で製作したのに比べ、このアルバムは、切磋琢磨したアルバムであり、まるで一本の映画を観たようであった」と語っている。
- 5thシングル「Simply Wonderful」は収録されていないが、カップリング曲の「think about」は収録されている。
- 累計150万枚以上を売り上げ、第16回日本ゴールドディスク大賞でロック&ポップ・アルバム・オブ・ザ・イヤーを受賞している。

## 収録曲
| 全作詞: 倉木麻衣（特記以外）。 |                                                            |                      |                                             |                              |      |
| #                              | タイトル                                                   | 作詞                 | 作曲                                        | 編曲                         | 時間 |
| 1.                             | 「PERFECT CRIME」                                          | 倉木麻衣（特記以外） | 徳永暁人                                    | 徳永暁人                     | 4:37 |
| 2.                             | 「Start in my life」                                       | 倉木麻衣（特記以外） | 大野愛果                                    | Cybersound                   | 5:08 |
| 3.                             | 「Reach for the sky」                                      | 倉木麻衣（特記以外） | 大野愛果                                    | Cybersound                   | 4:48 |
| 4.                             | 「Brand New Day」                                          | 倉木麻衣（特記以外） | 大野愛果                                    | 徳永暁人                     | 3:47 |
| 5.                             | 「Stand Up」                                               | 倉木麻衣（特記以外） | 徳永暁人                                    | 徳永暁人                     | 4:38 |
| 6.                             | 「Come on! Come on!」(作詞：倉木麻衣・Michael Africk)      | 倉木麻衣（特記以外） | Perry Geyer Miguel Sá Pessoa Michael Africk | Cybersound                   | 4:10 |
| 7.                             | 「always」                                                 | 倉木麻衣（特記以外） | 大野愛果                                    | Cybersound                   | 4:09 |
| 8.                             | 「What are you waiting for」(作詞：倉木麻衣・Keith Bazzle) | 倉木麻衣（特記以外） | 笠原智緒・YOKO Black. Stone                 | YOKO Black. Stone            | 5:04 |
| 9.                             | 「think about」(作詞：倉木麻衣・YOKO Black. Stone)         | 倉木麻衣（特記以外） | YOKO Black. Stone                           | YOKO Black. Stone            | 4:44 |
| 10.                            | 「冷たい海」                                               | 倉木麻衣（特記以外） | 大野愛果                                    | Cybersound                   | 4:42 |
| 11.                            | 「Reach for the sky GOMI REMIX 〜Radio Edit〜」            | 倉木麻衣（特記以外） | 大野愛果                                    | Cybersound / Remixed by GOMI | 4:12 |
| 12.                            | 「いつかは あの空に」                                      | 倉木麻衣（特記以外） | 大野愛果                                    | Cybersound                   | 4:32 |
| 13.                            | 「The ROSE 〜melody in the sky〜」                         | 倉木麻衣（特記以外） | 大野愛果                                    | Cybersound                   | 2:00 |
| 合計時間:                      | 合計時間:                                                  | 合計時間:            | 合計時間:                                   | 56:31                        |      |

### 楽曲解説
1. 「PERFECT CRIME」
テレビ朝日系列ドラマ『生きるための情熱としての殺人』主題歌
後に10thシングル「Can't forget your love/PERFECT CRIME -Single Edit-」で、徳永と池田大介の共同編曲でリアレンジを施されてリカットされる。
2. 「Start in my life」
7thシングル「冷たい海／Start in my life」の2曲目。読売テレビアニメ『名探偵コナン』エンディングテーマ。
3. 「Reach for the sky」
6thシングル。NHK朝の連続テレビ小説『オードリー』主題歌。
4. 「Brand New Day」
2020年に新バージョン「Brand New Day 〜New Edition 2020〜」として日本テレビ系『ぶらり途中下車の旅』のテーマソングに起用された。
5. 「Stand Up」
8thシングル。コカ・コーラ爽健美茶CMソング。
6. 「Come on! Come on!」
プロモ盤として12インチレコードが存在する。
ライブドアポッドキャスト『BEING GIZA STUDIO PODCASTING』オープニングテーマ。
フジテレビ系「感動ファクトリー・すぽると!」イメージソング
東京ニュース通信社「TOKYO BROS.」CMソング
7. 「always」
9thシングル。ライブではアンコールで歌われる事が多い。劇場版『名探偵コナン 天国へのカウントダウン』主題歌ならびに読売テレビアニメ『名探偵コナン』エンディングテーマ。
8. 「What are you waiting for」
R&B色が強く出たナンバー。
9. 「think about」
5thシングル「Simply Wonderful」のカップリング曲。
10. 「冷たい海」
7thシングル「冷たい海／Start in my life」の1曲目。少年犯罪について歌ったシリアスな作品。
11. 「Reach for the sky GOMI REMIX 〜Radio Edit〜」
6thシングル「Reach for the sky」にも収録されている。
12. 「いつかは あの空に」
歌詞は「床の上に落ちてしまった白い花」と自分を重ね合わせて書かれている。
13. 「The ROSE 〜melody in the sky〜」
全英詞の短いピアノバラード。遠く離れてしまった人を恋しく想う気持ちが歌われている。この曲のライブリハーサルバージョンが「PUZZLE/Revive」の初回限定盤に収録されている。

## 演奏
- 倉木麻衣：Vocal, Background Vocals
- Michael Africk, YOKO Black. Stone, 大野愛果, 徳永暁人, mist a sista [Mika & Rika]：Background Vocals
- Perry Geyer
- Miguel Sa Pessoa
- Greg Hawkes
- Johnny Risk
- Gomi
- David Acker
- 笠原智緒